# Sârmă ghimpată

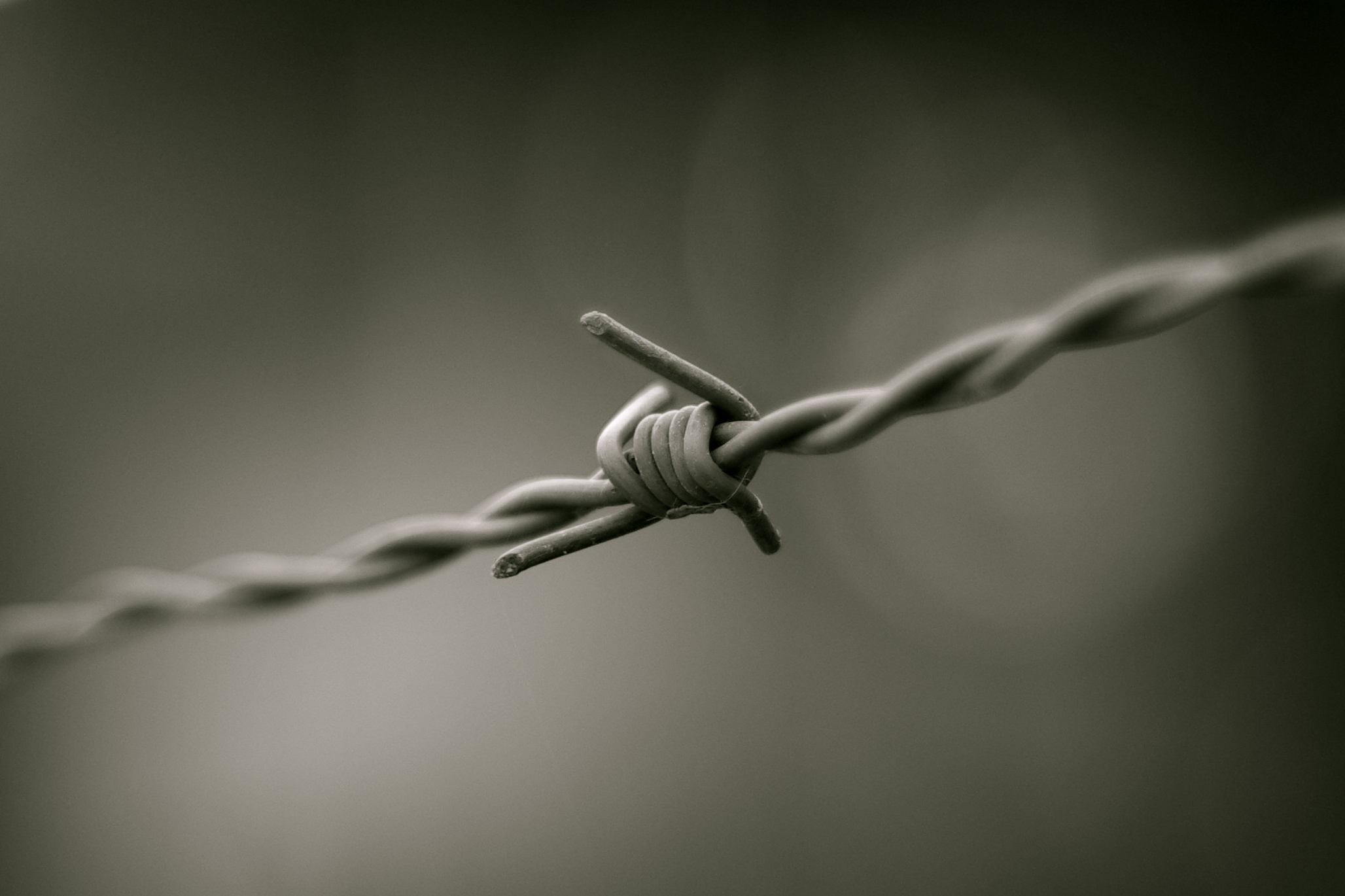
Detaliu de o sârmă ghimpată

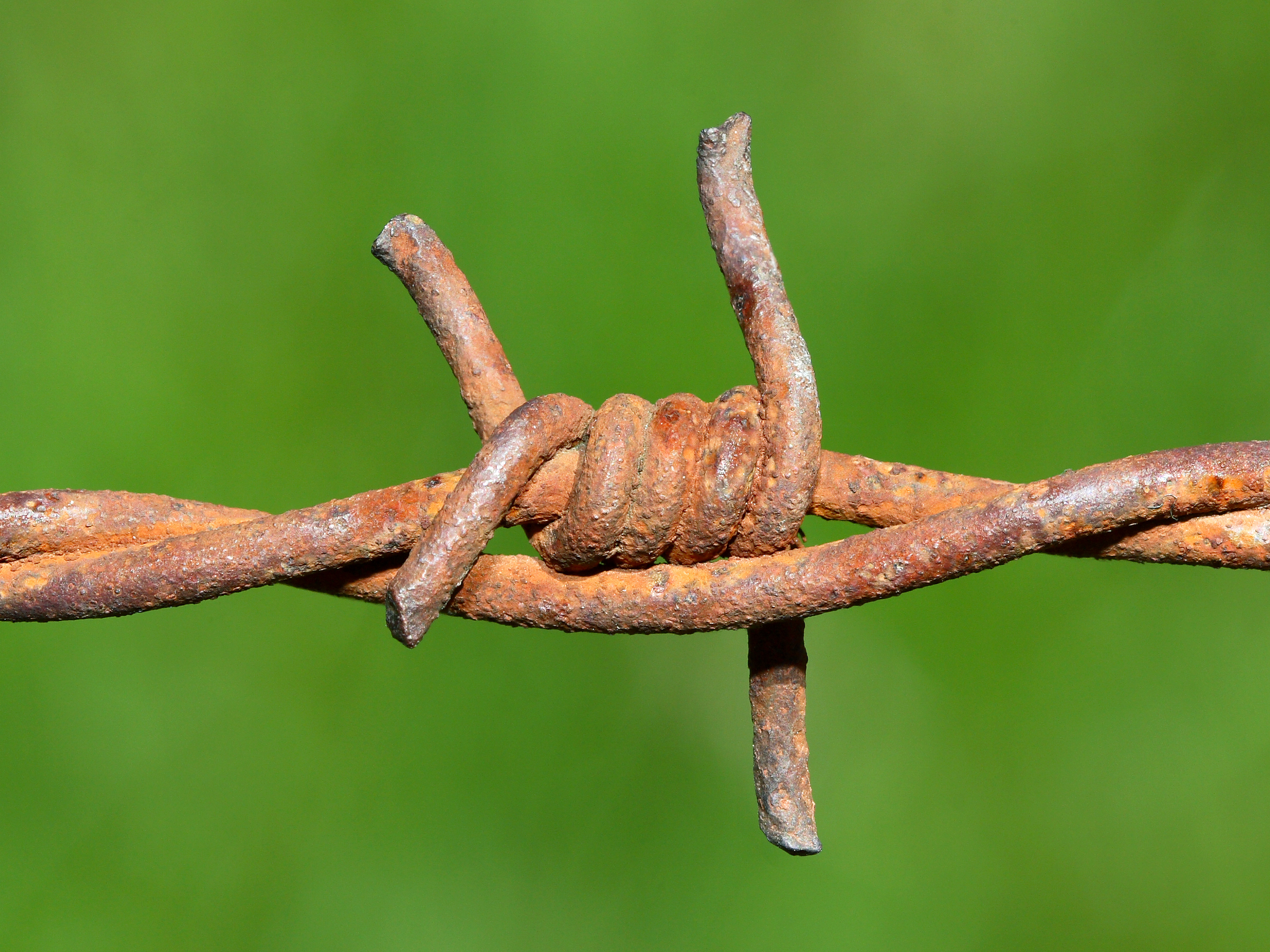
Sârmă ghimpată ruginită

Sârma ghimpată este un tip de sârmă făcută pentru a avea puncte sau unghiuri ascuțite dispuse la intervale regulate, cu scopul de a răni persoana sau animalul care încearcă să treacă peste sau prin această sârmă, și prin urmare este folosită pentru a împiedica intrarea sau ieșirea din anumite zone.
Dezvoltarea sârmei ghimpate a avut loc în a doua jumătate a secolului al XIX-lea, când condițiile economice în schimbare din Statele Unite au făcut ca crescătorii de vite să își protejeze pășunile importante. Primul brevet pentru sârmă ghimpată a fost eliberat în 1867 lui Lucien B. Smith din Kent, Ohio, care este considerat inventatorul. Joseph F. Glidden din DeKalb, Illinois, a primit un brevet pentru invenția modernă în 1874, după ce a făcut propriile modificări la versiunile anterioare. În câteva decenii, utilizarea sârmei ghimpate s-a răspândit în întreaga lume.

## Istoric
Un fel de sârmă ghimpată a fost propus pentru prima dată în Franța, de către Leonce Eugene Grassin-Baledans în 1860. Designul acestei sârme consta din puncte ascuțite, care puteau provoca răni. În aprilie 1865, Louis François Janin a propus o sârmă dublă cu ghimpe de metal în formă de romb. Michael Kelly din New York a avut o idee similară și a propus ca sârma să fie folosită în special pentru a îngrădi animalele.
Înainte de 1870, mișcarea spre vest a coloniștilor în Statele Unite a avut loc în mare parte peste câmpii, cu așezări mici sau chiar inexistente. După Războiul Civil American, în câmpii au apărut tot mai multe așezări, consolidând dominația Washingtonului asupra lor.
Fermierii trebuiau să-și îngrădească pământul împotriva animalelor altor fermieri care invadau proprietatea lor, iar exista și necesitatea de a ține animalele dincolo de căile ferate care se tot extindeau în acea perioadă. Materialele tradiționale pentru garduri folosite în zona de est a Statelor Unite, cum ar fi lemnul și piatra, erau costisitoare de utilizat în spațiile mari deschise ale câmpiilor, iar aceste structuri nu erau bune pentru solurile stâncoase, pe bază de argilă și uscate. Era deci nevoie de o alternativă rentabilă pentru ca creșterea bovinelor să fie profitabilă.
Fermierul Joseph Glidden este adesea creditat pentru proiectarea în 1873 a unui produs de sârmă ghimpată robust, dar i-a lăsat pe alții să-l popularizeze pentru el. Ideea lui Glidden a venit de la o expoziție la un târg din DeKalb, Illinois, de către Henry B. Rose, care a brevetat „fâșia de lemn cu puncte metalice” în mai 1873.
Mai târziu, lui Glidden i s-a alăturat Isaac L. Ellwood, care știa că designul său nu putea concura cu cel a lui Glidden pentru care a solicitat un brevet în octombrie 1873. Producția de sârmă ghimpată a crescut foarte mult odată cu înființarea de către Glidden și Ellwood a companiei Barb Fence în DeKalb. Succesul companiei i-a atras atenția lui Charles Francis Washburn, vicepreședinte al Washburn & Moen Manufacturing Company, care l-a convins pe Glidden să-și vândă participația la Barb Wire Fence Company, în timp ce Ellwood a rămas în DeKalb și a redenumit compania I.L Ellwood & Company of DeKalb.
Cei mai mari producători de sârmă ghimpată la sfârșitul secolului al XIX-lea erau Washburn, Ellwood, Gates și Jacob Haish. În cele din urmă, Ellwood și Gates și-au unit forțele pentru a crea American Steel and Wire Company, achiziționată ulterior de The U.S. Steel Corporation.
Între 1873 și 1899 au existat în jur de 150 de companii producătoare de sârmă ghimpată. Investitorii știau că afacerea necesita capital minim și aproape oricine cu hotărâre putea profita producând un nou design de sârmă. Apoi a avut loc o scădere bruscă a numărului de producători, iar mulți s-au consolidat în companii mai mari, în special American Steel and Wire Company, formată prin fuziunea industriilor lui Gates, Washburn și Ellwood.
În America Latină sârma ghimpată a ajuns în 1877, primul gard de sârmă ghimpată fiind ridicat probabil în decembrie din acel an în Grădina Botanică din Rio de Janeiro. Sârma ghimpată a fost folosită curând și în altă parte: încă din 1880 utilizarea sârmei s-a răspândit în Argentina, deoarece câmpiile argentiniene aveau condiții similare cu cele din Marile Câmpii din SUA. Până în 1880, reprezentanții Washburn & Moen erau deja activi în Australia, Noua Zeelandă, Cuba, Ceylon și Rusia. În 1884, Washburn & Moen, în Europa, a fondat împreună cu compania germană Felten & Guilleaume pentru a colabora. Felten & Guilleaume s-a angajat să producă maxim 1.000 de tone pe an în Statele Unite, și să vândă în afara Americii de Nord. În Europa, volumul lor de producție era nelimitat. Cu toate acestea, s-au angajat să plătească lui Washburn & Moen 2 dolari pe tona de sârmă ghimpată pe care au vândut-o în Marea Britanie și 1 dolar pe tonă vândută în altă parte. Excepții de la această regulă au fost Germania și Franța, unde puteau vinde până la 250.000 de tone fără o plată către Washburn & Moen.
Primele aplicații militare au venit în al Doilea Război al Burilor, când britanicii folosiseră sârmă ghimpată pentru a proteja fortificațiile militare. Această sârmă a fost folosită și în Războiul Ruso-Japonez, și, pe scară largă, în luptele de tranșee din Primul Război Mondial.

## Tipologii de sârmă ghimpată

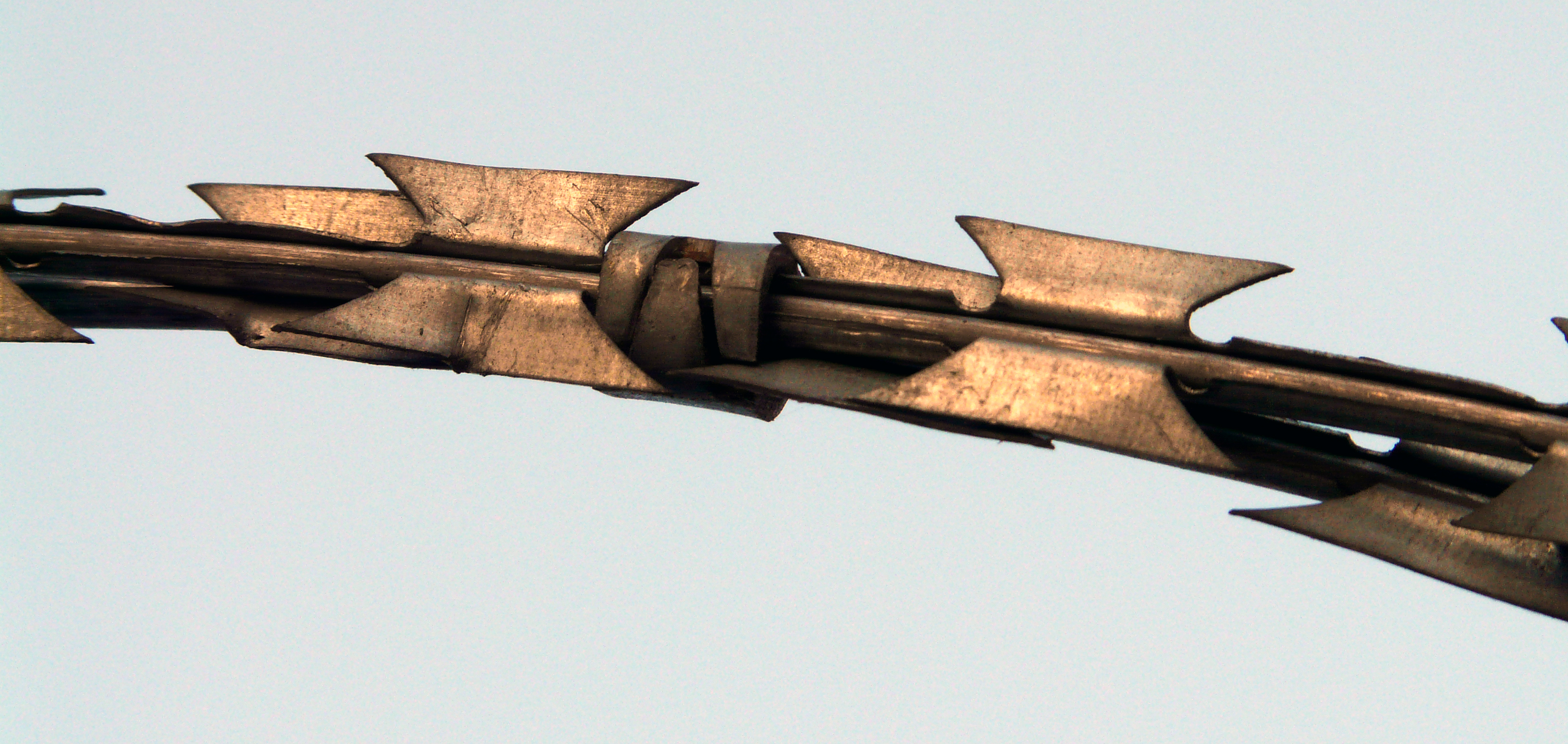
Sârmă ghimpată tip NATO.

Există mai multe tipuri de sârmă ghimpată. Se pot găsi cele cu două vârfuri și cele cu patru vârfuri. Mai sunt și cele cu o singură sârmă sau cu două. În cazul din urmă, cele două sârme sunt răsucite împreună. 
Chiar și cu materiale de calitate scăzută, au o rezistență ridicată la tracțiune și temperatură. Sârma ghimpată cu două fire este de obicei realizată din oțeluri aliate sau nealiate cu rezistență redusă. Aliajele de aluminiu au fost, de asemenea, folosite recent. 
O altă formă este sârmă ghimpată cu panglică (cunoscută în mod colocvial ca sârmă NATO sau sârmă S sau Z). În loc de sârme înfășurate cu vârfuri ascuțite, constă dintr-o bandă subțire de tablă cu lame ascuțite ștanțate pe ea. Aceste role de bandă sunt introduse în dispozitivul de așezare și răsucite în jurul axei longitudinale pe măsură ce se desfășoară.
Sârma NATO a fost folosită încă din anii 1960 și acum a înlocuit sârma ghimpată obișnuită în unele zone. De regulă, totuși, este folosit doar în scopuri militare, cum ar fi gardul și securitatea frontierei.

## Leziuni provocate de sârma ghimpată

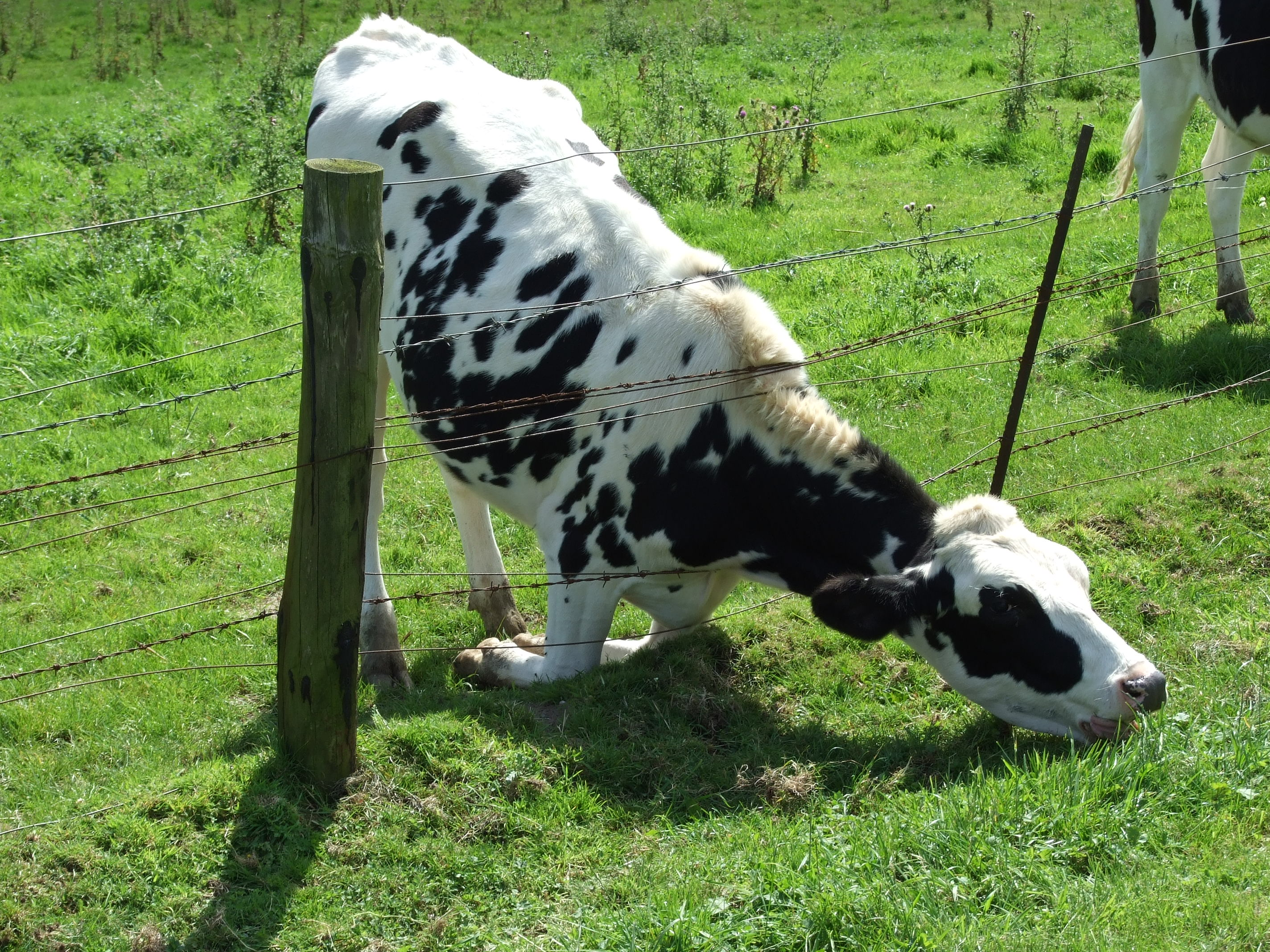
O vacă ce forțează sârma ghimpată.

O tentativă de pătrundere forțată împotriva sârmei ghimpate, fără protecție specială, se va solda inevitabil cu răni mai mult sau mai puțin grave în funcție de zona corpului afectată. Pielea este cel mai probabil să fie rănită cu lacerații. Țesuturile mai profunde pot fi afectate în funcție de tipul firului și de aranjamentul acestuia. Un om poate limita rănirea fiind extrem de atent când manipulează firul. Mișcarea restricționată, îmbrăcămintea suficient de groasă și mănușile reduc riscul de rănire.
Leziunile cauzate de sârma ghimpată pot fi observate la animale (cai, vaci etc.) dar și la lilieci și păsări. Caii intră în panică rapid și, odată prinși, li se pot desprinde bucăți mari de carne, uneori până la os. În cele mai bune cazuri, aceste răni pot fi tratate și vindecate, dar uneori animalul trebuie ucis sau moare din cauza unor complicații (infectii, sepsis etc.). Păsările și liliecii nu pot distinge întotdeauna vârfurile de pe sârmă și suferă lacerații sau se trag în țeapă pe cabluri.
Sârma ghimpată a fost uneori folosită ca instrument de tortură. Folosit ca un bici, sau înfășurat în jurul unui băț, poate provoca răni severe cu lacerații și sângerări.
Organizațiile umanitare denunță și situația dificilă a refugiaților care se rănesc din cauza sârmei ghimpate de pe gardurile care marchează granița în mai multe zone din lume, precum între Melilla (Spania) și Maroc, sau între SUA și Mexic.

## Galerie

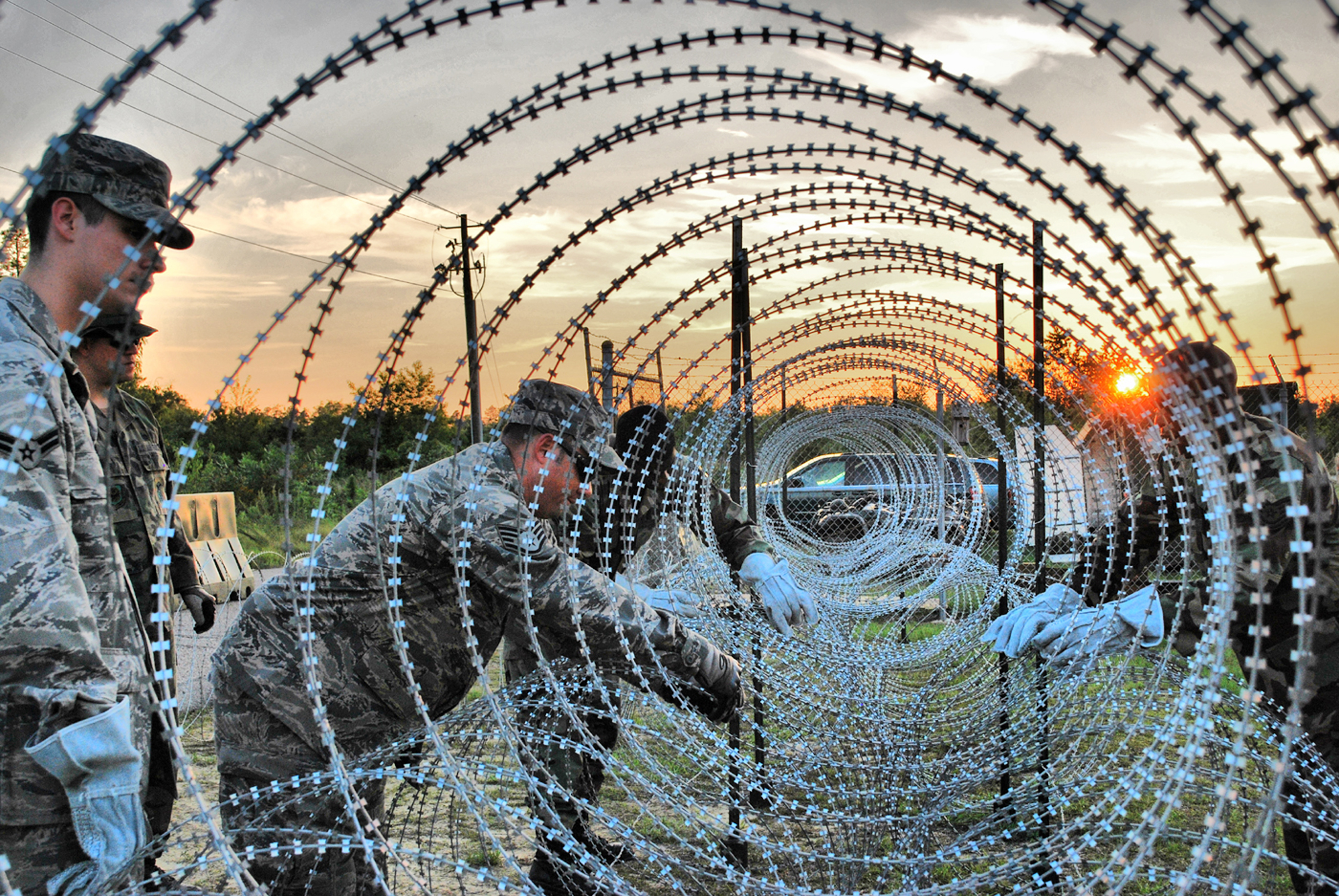
Militari ce instalează niște sârmă ghimpată
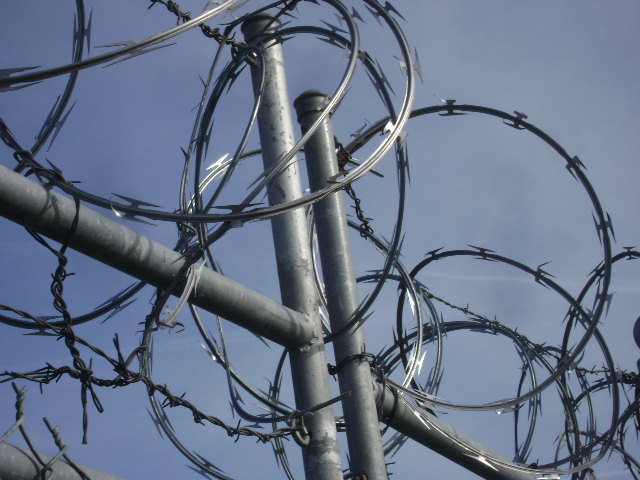
Razor wire, o variantă curbată a sârmei ghimpate.
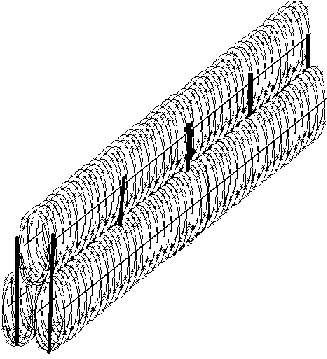
Gard format din trei role de sârmă ghimpată (concertina wire)
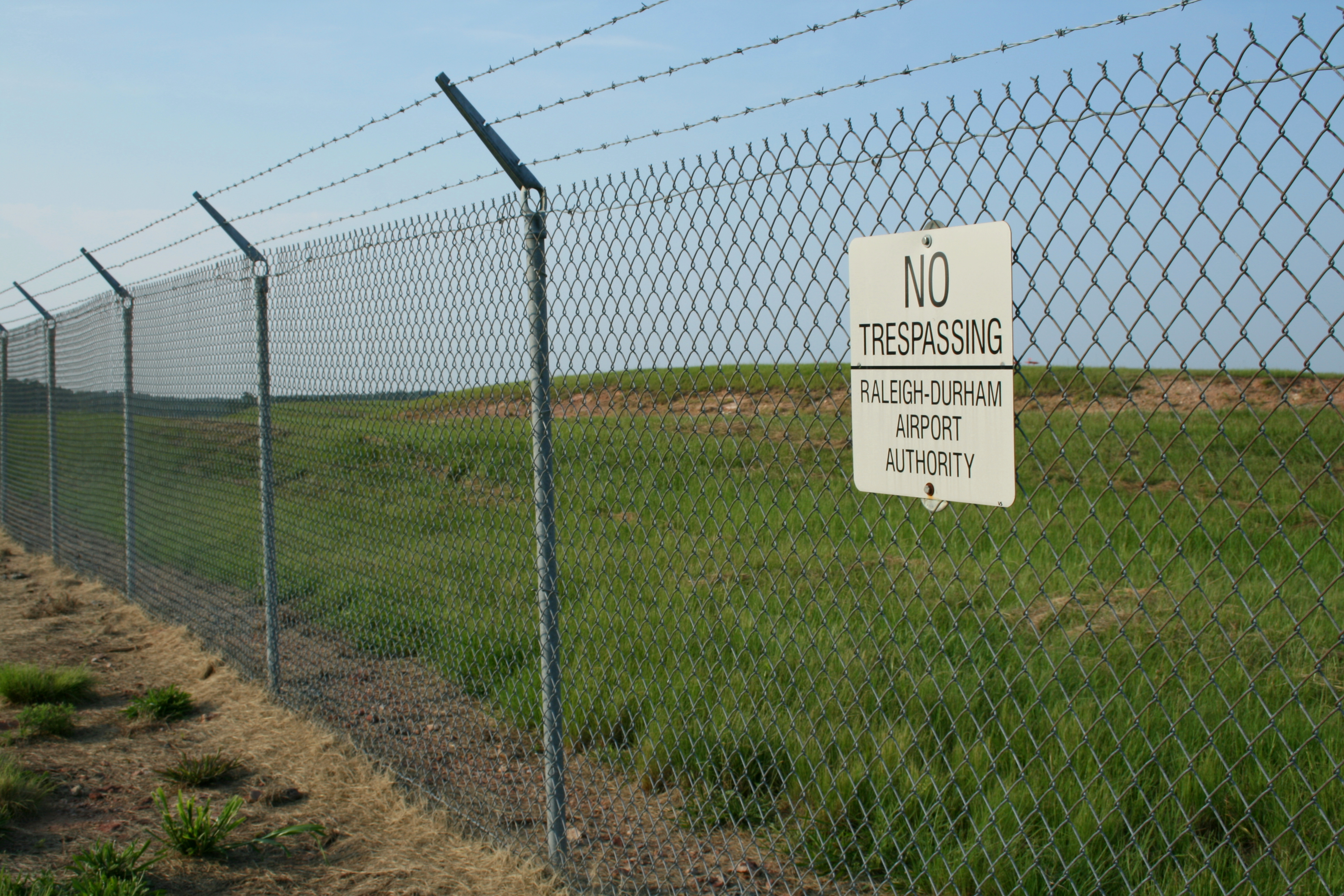
Gard cu sârmă ghimpată deasupra
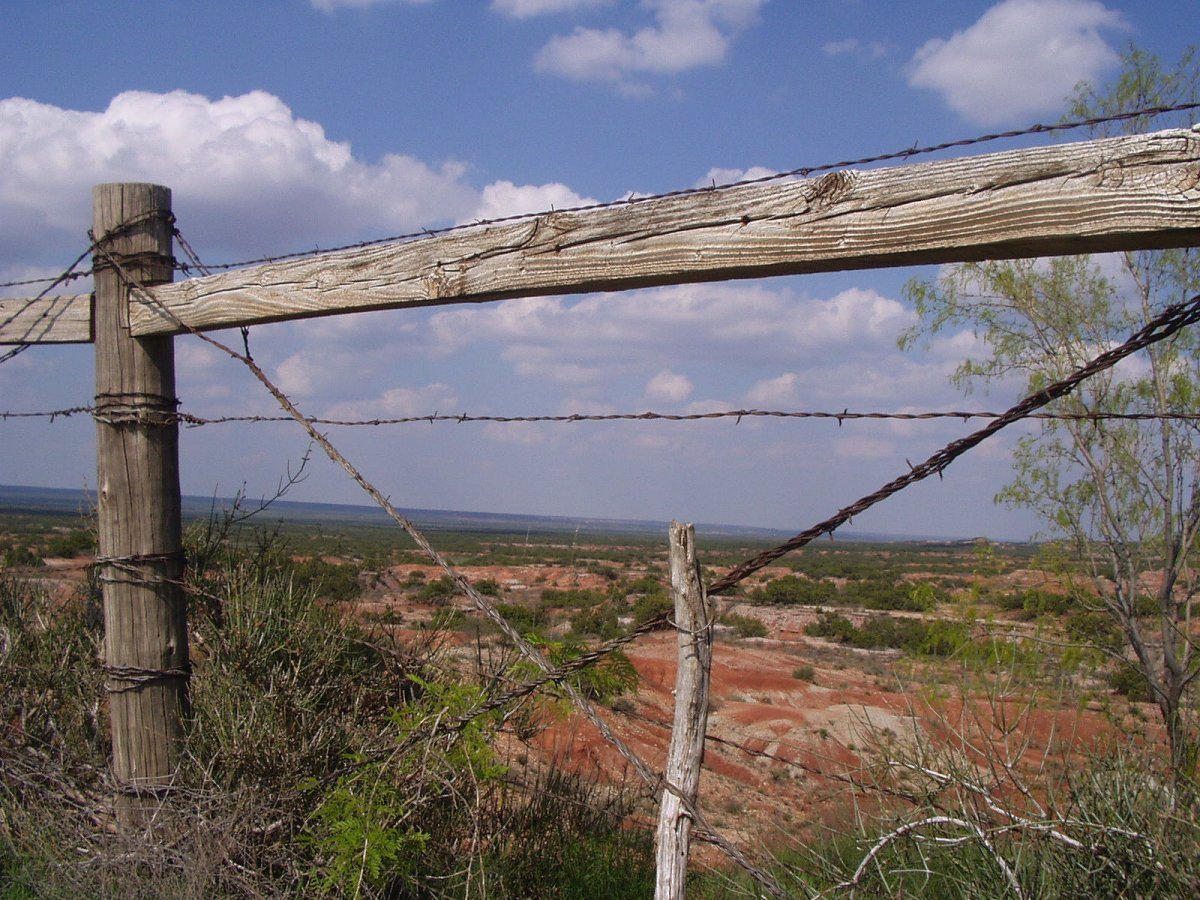
Gard de lemn cu sârmă ghimpată